# Ludbreški Ivanac
Ludbreški Ivanac falu Horvátországban Kapronca-Kőrös megyében. Közigazgatásilag Apajkeresztúrhoz tartozik.

## Fekvése
Kaproncától 19 km-re, községközpontjától 9 km-re nyugatra a Kemléki-hegységben fekszik.

## Története
1857-ben 150, 1910-ben 227 lakosa volt. A trianoni békeszerződésig Varasd vármegye Ludbregi járásához tartozott. 2001-ben 81 lakosa volt.

## Külső hivatkozások
Rasinja község hivatalos oldala